# پوژژنو
پوژژنو (به صربی: Požeženo) یک منطقهٔ مسکونی در صربستان است که در ولیکو گردیشت واقع شده‌است. پوژژنو ۷۹۹ نفر جمعیت دارد.